# Нетитулована шляхта
Нетитуло́вана шляхта — шляхта (дворянство), що не має родових титулів, таких як князь, граф, барон тощо. 
Нетитулованої шляхти було більше, ніж титулованої. Молодші сини титулованої шляхти Західної Європи, як правило, ставали нетитулованою шляхтою. Складалася зі спадкових нетитулованих феодалів і дарованих дворян, останні не мали земельних наділів.